# Sean Mathias
Sean Mathias (né le 14 mars 1956 à Swansea) est un réalisateur, acteur, scénariste britannique (gallois).
Il a réalisé Bent en 1997.